# Stefan Heythausen
Stefan Heythausen (* 27. května 1981 Nettetal) je bývalý německý rychlobruslař.
V roce 2000 se poprvé zúčastnil juniorského světového šampionátu, do seriálu Světového poháru nastoupil na podzim 2001. Startoval na Zimních olympijských hrách 2006 (1500 m – 26. místo, stíhací závod družstev – 7. místo). Na Mistrovství světa 2008 získal s německým týmem bronzovou medaili ve stíhacím závodě družstev. Poslední závody absolvoval na konci roku 2009.